# 쉐퍼드 - 보더 패트롤
쉐퍼드 - 보더 패트롤(The Shepherd: Border Patrol)은 미국에서 제작된 아이삭 플로렌틴 감독의 2008년 액션 영화이다. 장 끌로드 반담 등이 주연으로 출연하였고 브라이언 브럭스 등이 제작에 참여하였다.

## 출연

### 주연
- 장 끌로드 반담
- 스콧 앳킨스

### 조연
- 스티븐 로드
- 게리 맥도널드
- 나탈리 J. 롭
- 마일즈 앤더슨
- 안드리 버나드
- 토드 젠슨
- 필 맥키
- 벨리저 피브
- J.J. 페리
- 바샤 라할
- 비앙카 반 바렌버그
- 조지 즈라타레브
- 쉐로 라프

## 제작진
- 공동제작: 조 게이튼
- 협력프로듀서: 제임스 포토리즈
- 협력프로듀서: 피터 넬슨
- 미술: 피에르 루이지 배질
- 의상: 엘비스 데이비스
- 배역: 일라나 다이아맨트
- 배역: 수 존스